# شارلوت ستيوارت دوقة ألباني
شارلوت ستيوارت (بالإنجليزية: Charlotte Stuart, Duchess of Albany)‏ وتلقب دوقة ألباني ‏ (29 أكتوبر 1753 - 17 نوفمبر 1789) هي الأبنة الغير شرعية للأمير اليعقوبي المتظاهر والمطالب بعرش بريطانيا تشارلز إدوارد ستيوارت ('الأمير تشارلزالجميل' أو 'المُتظاهر الصغير') وكانت طفلته الوحيدة حتى مرحلة الطفولة. كانت والدتها السيدة كلمنتيناواكنشو عشيقة للأمير من عام 1752 حتى عام 1760. وبعد عدة سنوات من سوء معاملته لها غادرته مصطحبة ابنتها معها. أمضت شارلوت معظم حياتها في الأديرة الفرنسية بعيدة عن أبيها والذي رفض تقديم أي معونة لها. ولكونها غير قادرة على الزواج أصبحت شارلوت نفسها عشيقة وأنجبت أطفال غير شرعيين وكان السيد فريناند دي دروهان رئيس أسقفية بودر عشيقا لها. وأخيراً كان الوفاق مع والدها عام 1784 عندما أعترف بها وجعلها ملكة ألباني ضمن طبقة النبلاء اليعقوبية. تركت شارلوت أطفالها مع والدتها وأصبحت راعية أبيها في السنوات الاخيرة من حياته قبل وفاته بأقل من عامين. ونشأ صغارها الثلاث دون الكشف عن هويتهم على الرغم من أنهم أحفاد المتظاهر الوحيديين وقد أصبحوا موضع الاهتمام اليعقوبي منذ الكشف عن نسبهم في القرن العشرين.

## النسب الملكي

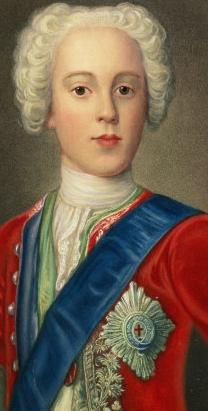
الأمير تشارلز إدوارد 1745

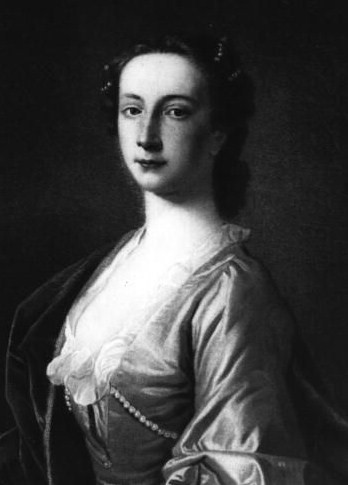
كلمنتينا واكنشوز حوالي 1760 - والدة شارلوت ضحية سوء المعاملة

ولدت شارلوت ستيوارت في 29 أكتوبر عام1753 في لييج من تشارلز وعشيقته كلمنتينا والتي قد تعرف عليها أثناء النشوء اليعقوبي عام 1745 (عندما جاء إلى اسكتلندا من فرنسا في محاولة لاستعادة عرش إنجلترا واسكتلندا وأيرلندا بالقوة، والتي قد كانت فقدت من قبل جده، الملك جيمس الثاني ملك إنجلترا والسابع، في 1689). كانت كلمنتينا (1720–1802) أصغر بنات جون واكنشوالعشر وإلى بارويل عام (1671–1731). تعود ملكية اراضى باروفيلد وكملاشى إلى عائلة واكنشوز. وكان والدها تاجرا غلاسغو ثريا (مؤسس قرية النسيج في كالتون). ومع ذلك، كان أيضامن الأنجليكية ويعقوبي والذي قد حارب من أجل والد الأمير أثناء النشوء عام1715، وأيضا تم القاء القبض عليه في معركة شيريفمير، قبل أن يلوذ بالفرار من قلعة استيرلينغ هاربا إلى أوروبا. وفي عام1717، تم العفو عنه من قبل الحكومة البريطانية وعاد إلى غلاسكو، حيث ولدت ابنته الصغرى ربما في كملشى. ومع ذلك، تعلمت كلمنتينا في القارة وتم تحويلها لاحقا إلى الكنيسة الرومانية الكاثوليكية. وفي 1746، كانت تعيش في منزل عمها السيد هيو باترسون في بانوكبورن، بالقرب من استيرلينغ. جاء الأمير إلى منزل السيد هيو في أوائل يناير 1746 حيث اجتمع لأول مرة بكلمنتينا، وعاد في وقت لاحق من ذلك الشهر لترعاه لما أصابه من برد. وبالنظر إلى أنها كانت تعيش تحت رعاية عمها، فلا يعتقد أنهم كانوا عشاق في هذا الوقت. بعد هزيمة تمرد الأمير في كلودن في أبريل 1746، هرب تشارلز من اسكتلندا إلى فرنسا. وفي السنوات التي تلت كانت له علاقه مخزيه مع أول ابنه عم له لويز دي مونتبازون البالغة من العمر 22عاما (والتي كانت متزوجه من صديقه المقرب، والذي تركه عندما حملت) وبعد ذلك مع أميرة تالمونت ذات الاربعين عاما. وفي عام 1752 علم أن كلمنتينا كانت في دونكيرك تعانى بعض الصعوبات المالية فأرسل لها خمسين لويس ذهبية لمساعدتها ومن ثم أرسل إلى السيد هنرى جورن ليتوسل إليها لكى تاتى إلى غنت تعيش معه كعشيقه له. وصف السيد جورن كلمنتينا بأنها «امرأة سيئة»، وسئم من استخدامه «ليس أفضل من القواد» وبعد وقت قصير ترك وظيفة تشارلز. ومع ذلك، في نوفمبر 1752، عاشت كلمنتينا مع تشارلز، وكانت عشيقة له لثماني سنوات تلت. انتقل الزوجان إلى لييج المكان الذي تقيم فيه شارلوت، ابنتهم الوحيد، ولدت في 29 أكتوبر 1753  وعمدت إلى طائفة الروم الكاثوليك في كنيسة سانت ماري دي فونتس.

## الانفصال عن الأب (1760-1783)

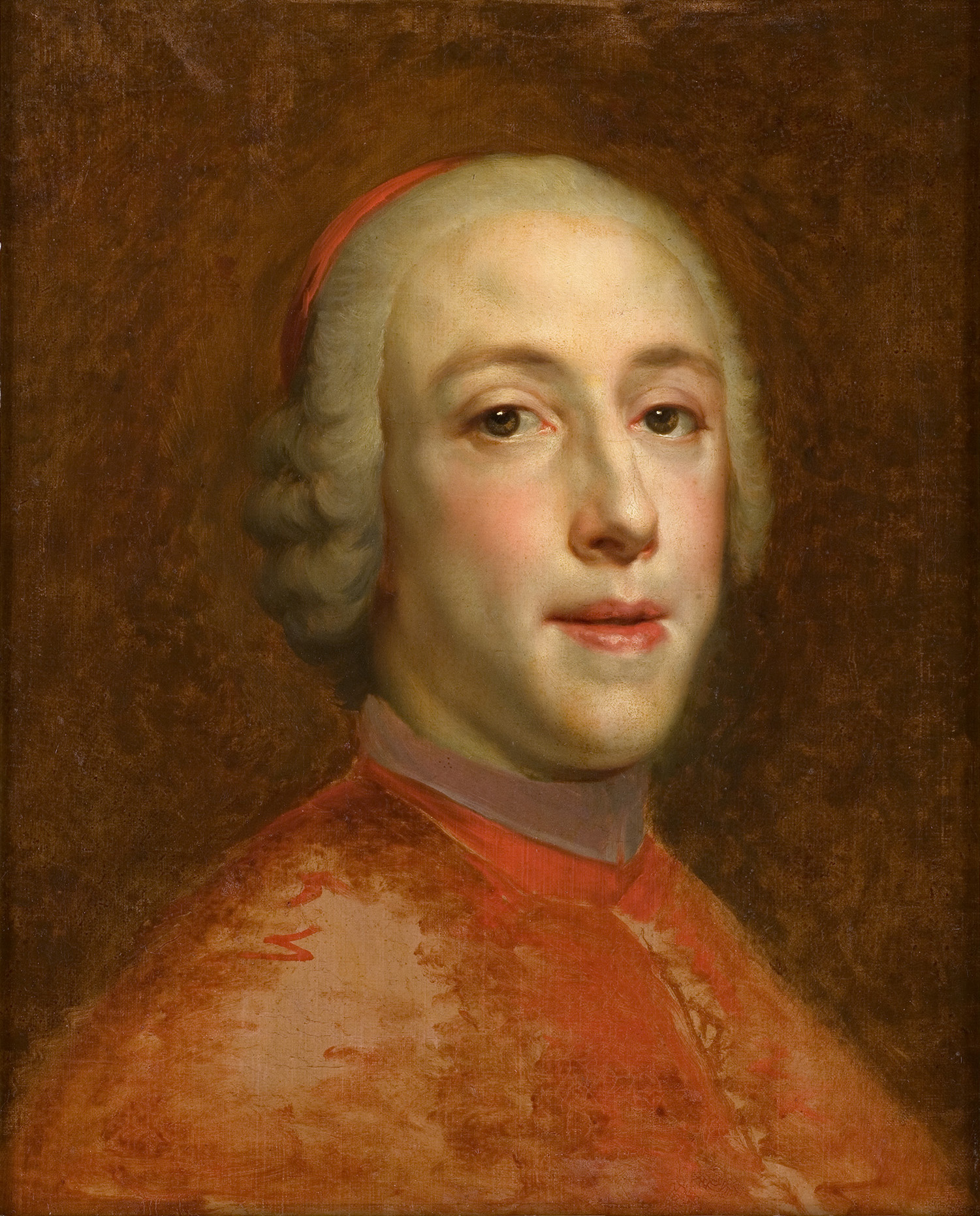
الكاردينال هنري ستيوارت، عم شارلوت

كانت العلاقة بين الأمير والعشيقة أشبه بالفاجعة.وكان تشارلز بالفعل مثبط العزيمة غاضبا وشاربا للخمر وذلك عندما بدأوا العيش معا، وأصبح عنيفا وغيور بجنون تجاه كلمنتينا، عاملها ك «موضعا خاضعا للجلد». وفي أغلب الأحيان كان يخرج من المنزل للتنزه وكان نادرا ما يشير إلى ابنته وإذا ما فعل يقول «أنت طفلة». وخلال سفره المؤقت إلى باريس كتب مساعدى الأمير وثائق عامة مخزية حول الاثنين وأن كل من السكر والمزاج قد شوها سمعته. وقبل عام 1760 كانوا في بازل وعانت كليمنتينا كثيرا من ثمل تشارلز ونمط حياتهم البدوية.واتصلت بوالده الكاثوليكى الرومانى المتعصب جيمس ستيوارت ('والزاعم القديم)، وأعربت عن رغبتها في الحصول على التعليم الكاثوليكي لشارلوت وللتقاعد إلى الدير.(وفي عام 1750، خلال زيارة سرية إلى لندن، تنصل تشارلز شكليا من الكاثوليكية الرومانية للكنيسة الانجليكانية. وافق جيمس ليدفع لها قسط سنوي من 10000 يفرس، وفي يوليو 1760، هناك أدلة تشير إلى أنه ساعد هروبها من تشارلز اليقظ، مع شارلوت البالغة من العمر سبع سنوات، إلى دير راهبات الزيارة في باريس.تركت كلمنتينا خطابا لتشارلز تعبر عن حبها الشديد له تشكو بانها قد اضطروا إلى الفرار خوفا على حياتها.وقد نشر تشارلز الغاضب أوصافا لهما على حد سواء لكانهما كانوا بلا جدوى.

### مناشدات من فرنسا
ولمدة اثنى عشر عاما مقبلة، واصلت كلمنتينا وشارلوت العيش في عديد من الأديرة الفرنسية، بدعم من المعاش 10,000 يفيرالذي منحه لها جيمس ستيوارت. تشارلز لم يغفر لكلمنتينا حرمانه من «ياصغيرتى»، ورفض بعناد دفع أي شيء لدعمهم.وفي الأول من ينايرعام1766 توفى جيمس، ولكن تشارلز،(يعتبر نفسه الآن طبقا للقانون تشارلزالثالت ملك اسكتلندا وإنجلترا وايرلندا) لا يزال يرفض تقديم أي حكم لمدة سنتين، مما اضطر كلمنتينا، تصميم نفسها الآن «سيدة ألبيرستروف»، مناشدة شقيقه الكاردينال هنري ستيوارت للحصول على المساعدة.هنرى أعطاهم مبلغ مالى 5000 يفرس]، ولكن في المقابل أخذ تصريح من كلمنتينا أنها لم تكن متزوجة من تشارلز - بيان حاولت في وقت لاحق ان تتراجع عنه. وهذا المبلغ القليل أجبرهم على إيجاد مساكن أرخص في دير نوتردام في مو-أون-بري. وفي عام 1772، تزوج الأمير، الذي يتراوح عمره مابين واحد وخمسين، والأميرة ـ البالغة من العمر تسعة عشر عاماـ لويز ستولبرغ جيديرن (والتي كانت أكبر من شارلوت بعاما).شارلوت، الآن في فقر شديد، وكانت تكتب إلى والدها بشكل مستمر لبعض الوقت، والآن تتوسل إليه بيأس لإضفاء الشرعية لها، وتقديم الدعم، وجلبها إلى روما قبل أن يولد وريث له.وفي ابريل1772، كتبت شارلوت خطابا مؤثرا، بعد التوسل، «أبى أجوستا» والذي تم إرساله عبر جوردن مدير الكلية الإسكلندية في روما.تشارلز وافق وعرض جلب شارلوت إلى روما (وهوالآن مقيم في قصر بلازو ميوتى مقر إقامة عائلة إستيوارت في المنفى)مشترطا بأنها يجب أن تترك والدتها في فرنسا.ولكنها رفضت بكل إخلاص أن تفعل ذلك، لأمر الذي توقف عنده تشارلز بغصب عن كافة المناقشات.

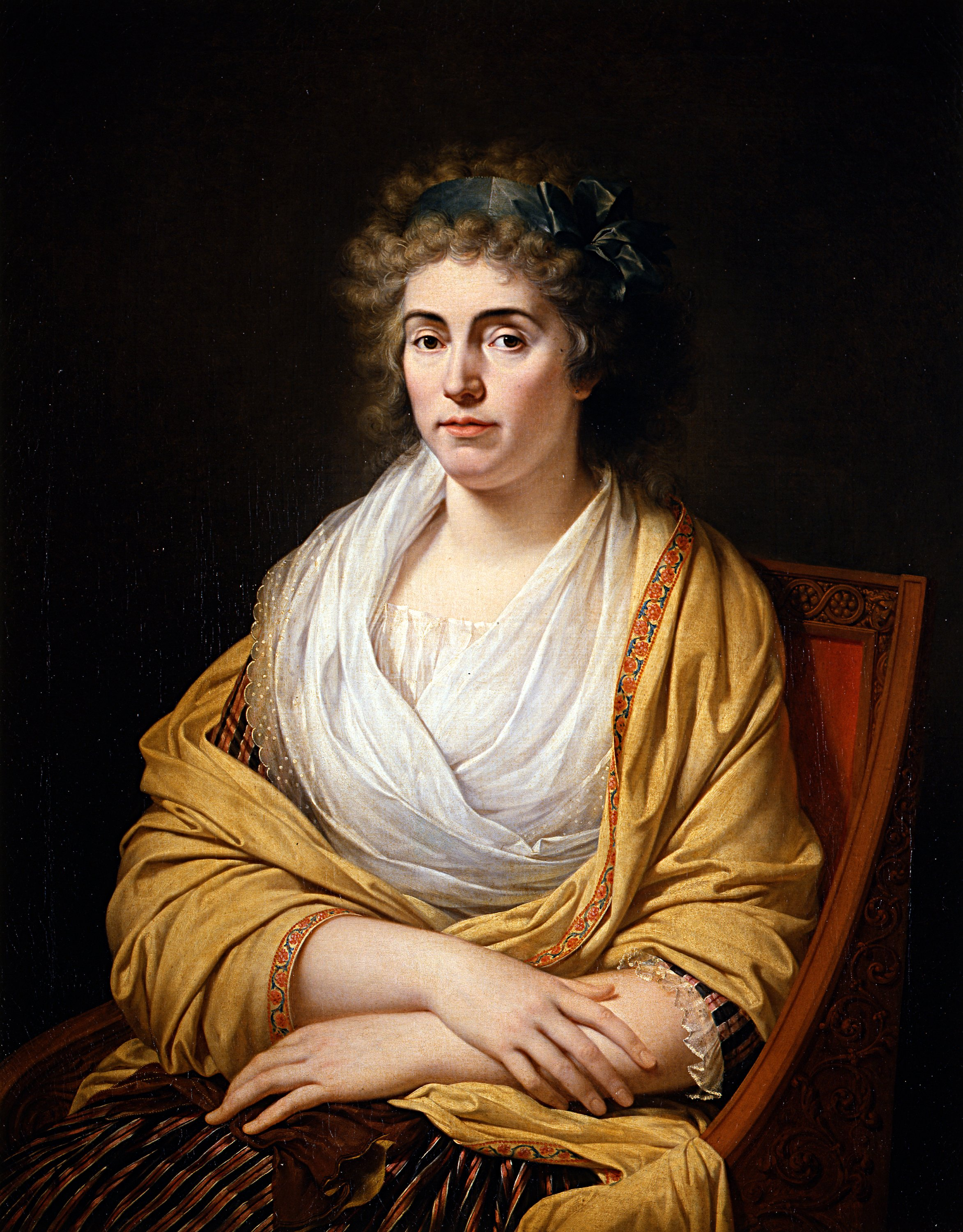
لويز من ستولبرغ جيديرن ، زوجة تشارلز،تكبر ابنته بأشهر قليلة

#### عشيقة رئيس أساقفة ما
في نهاية عام 1772، وصلت كل من كلمنتينا وشارلوت بشكل غير متوقع إلى روما للنظر في قضيتهم البائسة. (الرحلة كلفت كلمنتينا إلى مزيد من الديون.)ومع ذلك، كان رد فعل الأمير غاضبا، ورفض حتى أن يراهم، مما أجبرهم إلى عودتهم مغلوبين على أمرهم إلى فرنسا، حيث المكان الذي واصلت منه شارلوت إرسال رسائل التوسل. وبعد ثلاث سنوات، بلغت شارلوت اثني وعشرين عاما، وهي بالفعل تعانى من حالة صحية سيئة، (كانت تعاني على ما يبدو من مرض الكبد ورثته من قبل ستيوارت) تركت لها خيارا وحيداألا وهوالزواج في أقرب وقت ممكن. ومع ذلك، رفض تشارلز، السماح لهابأن تتزوج أوأن تتحجب، ولم يتبقى لها إلاأن تنتظر سعادته الملكية.
ولافتقادها للشرعية أو الموافقة، لم تتمكن شارلوت من الزواج، ومن ثم فإنها تسعى إلى نصير ومعيل.وربما دون علم تشارلز أصبحت عشيقة فرديناند ماكسمليان ميريدك دي روهان، رئيس أساقفة بوردو وكامبراي. فرديناند دي روهان - ذات الصلة بالنسب إلى بيت ستيوارت وكذلك بوربون ولورين  - كان أيضا غير قادر على الزواج شرعيا، بعد أن دخل الكنيسة باعتباره الأبن الأصغر للمنزل النبيل. من قبله، كان لديها ثلاثة أطفال: بنتان، ماري فيكتوار وشارلوت، وأخيرا ابنا تشارلز إدوارد. وظلوا الأطفال محط سرها، وظلت مجهولة إلى حد كبير حتى القرن 20. عندما غادرت شارلوت في نهاية المطاف فرنسا لفلورانس، وقالت أنها كلفت الأطفال - وكانت تتعافى فقط من ولادة ابنها -برعاية والدتها، وبعد قليل، ولم يعرف والدها بوجودهم.

## تسوية الخلاف
و بعدما انتهى زواجه الذي كان بدون انجاب من لويز وكذلك بعدما مرضت تشارلز بشكل خطير، أبدى اهتمامه تجاه شارلوت وكانت في الثلاثين من عمرهاولم ترى والدها منذ السابعة من عمرها. وفي 23 مارس 1783، غير وصيته لجعلها وريثته، وبعد أسبوع، وقع عملا من أعمال إضفاء الشرعية. وقد تم إرسال هذا الإجراء، وهو الاعتراف بها كابنته الشرعية وإعطائها الحق في أن ترث قطاعه الخاص، إلى لويس السادس عشر في فرنسا.ومع ذلك اعترض هنرى ستيوارت على الشرعنة بأنها غير منظمة ومربكة للخلافة. وفي نهاية المطاف أكد لويس السادس عشر هذا الحدث وسجله في برلمان باريس، ولكنه لم يفعل حتى 6 سبتمبر 1787. 

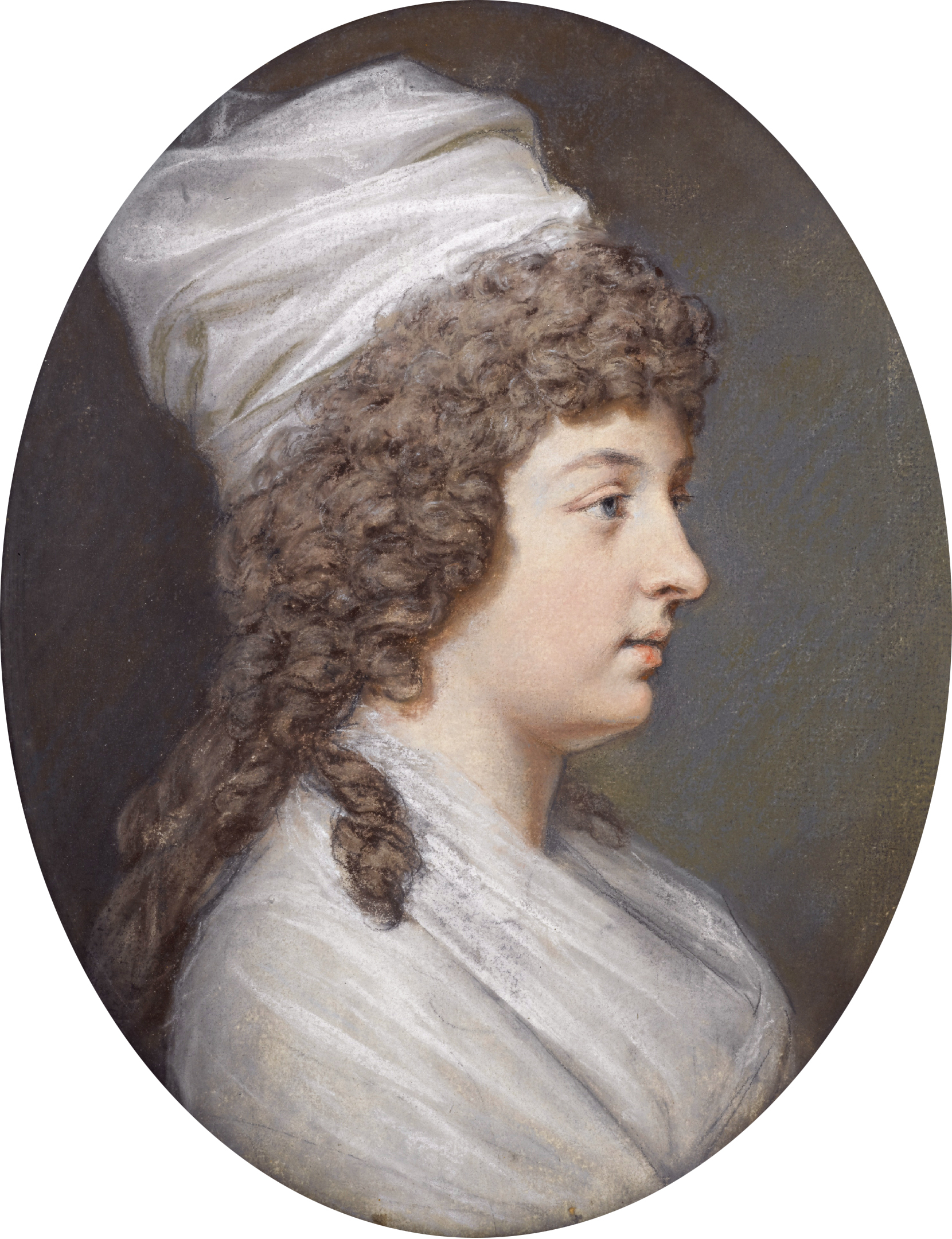
شارلوت ستيوارت (مجددا بواسطة هيو دوغلاس هاملتون)

في يوليو 1784، بمجرد أن حصلت لويز على الانفصال القانوني، استدعى تشارلز شارلوت إلى فلورنس، المكان الذي كان يقيم فيه، في نوفمبر، أقامها في قصر جوداجنى كدوقة لألباني، ملقبة ب"صاحبة السمو الملكي" - وعين لها وسام الشوك. ولأنها كانت غير شرعية عند ميلادها لازالت شارلوت ليس من حقها خلافة عائلة ستيوارت للعرش البريطانى.ومع ذلك، في هذه المرحلة، كانت الإدعاءات ذات قيمة ضئيلة.توقف الحكام الاوروبين منذ زمن طويل من حمل شارلوت محمل الجد . حتى البابا بيوس السادس كان يرفض الاعتراف بلقبه الملكي، ولقبه كازانوفا الشهير ببراعة"الزاعم-بلا جدوى". وتم الإستخفاف به ولقب نفسه "كونت ألباني.إن استعادة عائلة ستيوارت لم تمنع الأمير من تقديم شارلوت كجيل جديد لهذا السبب. وقدم ميداليات لها، والتي تحمل صورة للأمل، خريطة إنجلترا، وأسلحة ستيوارت مع أساطير مثل (هناك أمل واحد).كما كان يمتلك نفس مذهبها في الفن، كلف الفنان الإسكتلندي جافين هاميلتون بأن يرسمها بالطباشير على الطراز النيو كلاسيكي، في حين أن رسمت هيو دوغلاس هاملتون صورة للمدح في تاج.

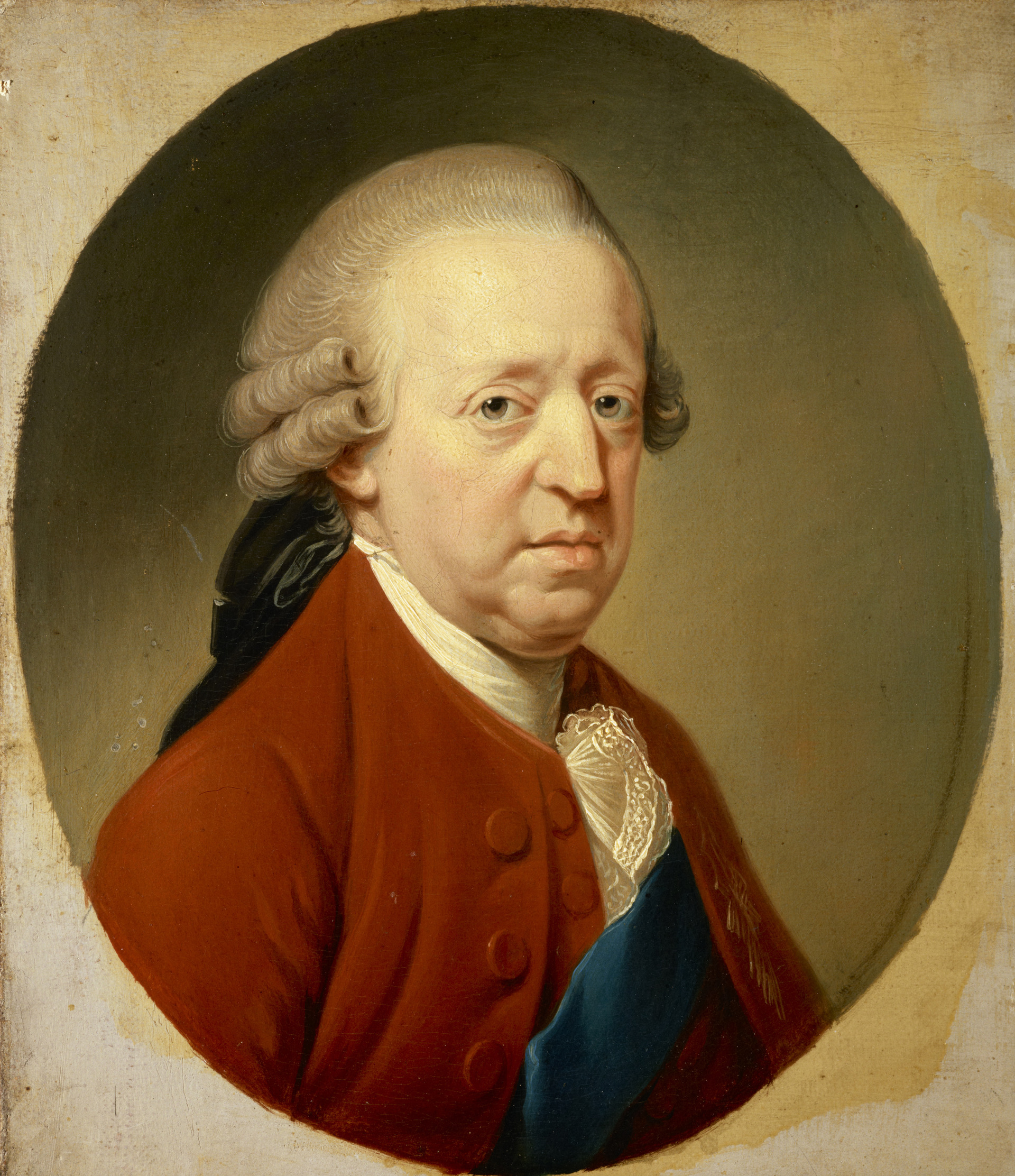
تشارلز ستيوارت عام 1775 من قبل هيو دوغلاس هاملتون، معرض اللوحات الفنية الاسكتلندي القومى

### رفيقة أبيها
عندما جاءت شارلوت لتعيش مع والدها عام 1784، كان مريضا بسبب إدمانه للكحول. وجدت حالته البدنية مثيرة للاشمئزاز، وكان يعاني من الضمور العقلي مستخدما نقالة للسفر. ومع ذلك، فقد قدم شارلوت بالفعل إلى المجتمع، وسمح لهابأن ترتدى مجوهرات والدته الشهيره. فهى تسعى باستمرار وبطريقة غير موفقة لهدايا المجوهرات أوالمال من والدها المقرب لها؛ ولكن ذلك لم يكن محط اهتمامهاو كان ذلك من أجل رفاهية والدتها وأطفالها. وفي خلال شهر من الوصول، بدأت بالفعل في إقناع والدهابأن يمد على الاقل كلمنتينا. وبحلول ذلك الوقت كانت شارلوت أيضا في حالة صحية سيئة، وتعاني من مرض ما من شأنه أن يؤدي إلى وفاتها وهو «تلف في الكبد» بعد والدها بعامين فقط.وبالفعل، بعد وقت قصير من وصولها إلى فلورنسا، فرض عليهاذلك التقدم البارز أن تغير ملابسها . شارلوت افتقدت الدتهاكثيرا (والتي تأمل أن يسمح لها تشارلز بأن تأتي إلى روما) وأطفالها، وكانت تكتب إلى والدتها كثيرا بما يعادل مائة مرة في العام الواحد؛ كماأنهاكانت تخشى أيضا أن يتخذ روهان عشيقة آخرى؛ كل هذانعكس في رسائلها المحبطة إلى موطنها، كما أنها كانت تنتظر موت تشارلز.

#### الأشهر الأخيرة
في ديسمبر عام 1785، طلبت مساعدة هنرى ستيوارت لتتمكن من إعادة تشارلز إلى منزلهم في روما.هناك، بقت شارلوت راعية أبيها ورفيقته وبذلت قصارى جهدها لجعل حياته محتمله حتى أصابته المنية إثر سكته دماغيه بعد عامين (31يناير1788).وكانت التضحية التي قدمتها له كبيرة، وقالت أنها كانت مشتته بين مودتها لأبيها وأمها وأطفالها الثلاث التي تركتهم في باريس. ظلت شارلوت مع والدهاثنان وعشرون شهرا فقط ولم ترى أطفالها مرة أخرى. ففى التاسع من أكتوبر عام 1789، وصلت قصر فيزانى سانغينتي (الآن قصر رانوزى) في بولونيا، منزل صديقتها مارتشيز جوليا لمبيرتينى-بوفيو. توفيت هناك في سن السادس والثلاثين بسبب سرطان الكبد (17 نوفمبر 1789). وفي وصيتها، التي كتبتها قبل وفاتها بثلاثة أيام، تركت شارلوت إلى والدتهامبلغ 50,000 يفرس ومعاش يزيد على 15,000 . بالرغم من أن هذا قبل ان يفرج هنرى ستيوارت القائم بشئونها، والذي يعتبرونه اليعقوبيين الملك هنرى التاسع عن الأموال، وفي حقيقة الأمر انه قد وافق على ذلك عندما وقعت كلمنتينا على «براءة ذمة» (إخلاء طرف)، نيابة عن نفسها وأحفادها، وأي مطالبة أخرى بشأن هذه الممتلكات . دفنت شارلوت في كنيسة سان بياجيو، قرب المكان الذي توفت فيه. عندما تم سحب الكنيسة من قبل الفرنسيين في 1797، تم نقل بقايا شارلوت إلى أوراتوريو ديلا سانتيسيما ترينيتا. عندما أغلقت الكنيسة في عام 1961، وتم نقل نصبها التذكارى (وربما بقاياها) إلى كييزا ديلا قريب سانتيسيما ترينيتا.

## الوصية
ولسنوات عديدة، ظل أطفال شارلوت الثلاث مجهولة تاريخيا، وكان يعتقد أن الصلة المباشرة بين جيمس الثاني ومريم مودينا قدانتهت مع وفاة هنري عام 1807. ومع ذلك، في 1950s، كان هناك بحث من قبل المؤرخين السدير وهيتي تايلور كشف عن وجود ابنتان وابن. ثم المؤرخ جورج شيربرن  ثم اكتشف رسائل من شارلوت إلى والدتها، ومن ذلك البحث كتب سيرته الذاتية لتشارلز إدوارد.

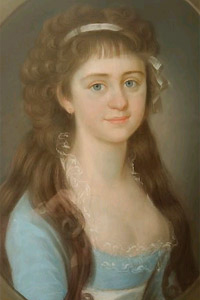
ماري فيكتوار، أميرة دي روهان

### الأطفال
يبدو أن كلمنتينا عاشت في فريبورغ، سويسرا، حتى وفاتها عام 1802 وكانت هي التي تربى أطفال شارلوت أثناء عدم تحديد هويتهم المتعمد. كانت هوياتهم مخبأة بواسطة مجموعة متنوعة من الأسماء المستعارة والحيل، حتى لا يجري ذكرها في وصية شارلوت المفصلة.وتشير هذه الوصية فقط إلى كلمنتيناورغبة شارلوت أن كلمنتينا تكون قادرة على مد يد العون «لاقاربها الفقراء». وظل السبب وراء سرية هؤلاء الأطفال يمكن أن يفسيره حقيقة العلاقة بين روهان، رئيس أساقفة، وشارلوت، الذي كان قد حرم عليه الزواج، والتي كانت غير مشروعة للغاية وكانت يمكن أن تكون فضيحة. ماري فيكتوار اديلايد (مواليد 1779) وشارلوت ماكسيميلين أميلي (مواليد 1780)  ويعتقد أنهم ظلوا في رعاية توماس كوتس، مصرفي لندن، وأحد أقارب عائلة واكنشوز. ظلوا في عدم الكشف عن هويته ويعتقد أنه قد تم استيعاب ذلك ببساطة في المجتمع الإنجليزي. ولد تشارلز إدوارد، ابن شارلوت، في باريس عام 1784، واتخذ مسارا مختلفا.وكان يطلق على نفسه اسم «الكونت رهانستيوارت» (روهان + ستيوارت)، وتلقى تعليمه من قبل عائلة والده في ألمانيا، وأصبح ضابطا في الجيش الروسي، ولواءا في الخدمة النمساوية. سافر كثيرا وزارالهند، وأمريكا، وجزر الهند الغربية، قبل ان يأتي إلى انكلترا واسكتلندا. وصرح بأن مثل هذه الروايات الطويلة والمغامرات عن أصوله قليلا مايؤخذ بها عن مزاعمه حول النسب الملكي. وفي الواقع، لم يثبت المؤرخ جورج شيربرن أنه كان الذي بالفعل ادعى ذلك حتى القرن العشرين. توفي في اسكتلندا في عام 1854 نتيجة لحادث سيارة بالقرب من قلعة ستيرلنغ ودفن في كاتدرائية دانكيلد، حيث لا يزال يمكن رؤية قبره. تزوج مرتين ولم يكن لديه أي مشكلة. ي بعض الأحيان، فقد قيل أن الأمير تشارلز تزوج كلمنتينا، وبالتالي أن شارلوت كانت شرعية ويمكن أن تدعي قانونيا أن تكون وريثة والدها. ومع ذلك، لا توجد سجلات لإثبات هذا الادعاء، وشهادة خطية موقعة من قبل كليمنتينا على 9 مارس 1767 تتبرأصراحة من هذه القضية. وعلاوة على ذلك، إنكار تشارلز الأول من شارلوت يقف مضادا لشرعيتها. وفي العموم يعتقد أن بنات شارلوت توفوا دون أي مشكلة. مع ذلك، وفقا لأبحاث بيتر بنينسكى، أن ابنة شارلوت الكبرى، ماري فيكتوار، كان لديها مشكلة. وقد اشار كتاب بنينسكى لعام 2002أن جول-هرقل، أميرجومنى ودوق مونتبازون، الشقيق الأكبر لفرديناند دي روهان (ومساعدفى مخيم لهنري ستيوارت في 1745) اعترف بذرية شارلوت باعتبارها ملكا له -كما اعطاها مكانة في عائلتها المترابطة.واعلن الكتاب أن في عام 1793، عند اندلاع الثورة الفرنسية، قد تفرقت أسرة روهان. وذهبت ماري فيكتوار دي روهان إلى الأقارب في بولندا.هناك، التقت وتزوجت بول أنطوني لويس برتران دي نيكوروايز، أحد النبلاء البولنديين وابن مصرفي. كان لديهما طفل، أنتيم ، قبل أن يتوفى زوجهاثم توفى بعد ذلك بأربع سنوات. (وبعد ذلك تزوجت مرتين: الأولى لجيمس دي أوفيرني، نقيب البحرية البريطانية، الذي توفي بعد 14 شهرا، ثم أخيرا إلى جان دي باو، وهو ضابط في الجيش الفرنسي).كان أنتيم لديه ابنا تشارلز، وابنة، جوليا تيريز، والتي تزوجت الكونت يونارد بنينسكى وأصبحت الجدة الأكبر-لسالافو بيتر بنينسكى. وقد وصفت أدلة بنينسكى لنظريته بأنها «في كثير من الأحيان غير مباشرة ، إن لم تكن موجزة». كانت عائلة روهان عائلة كبيرة، ومن السهل الخلط بين العديد من أعضائها. ومع ذلك ، صرح الرئيس السابق لجمعية ستيوارت الملكية، بأن دليل بنينسكى يبدو «حقيقيا». وقد اختلف على افتراض بينسكى من قبل -لويز باكرست في مقالة 2013 وأكد باكرست أن ابنة شارلوت الثانية ، التي كانت تسمى دائما فيكتوار أديلايد، وكانت متزوجا أولا في سانت روش، باريس، في عام 1804 لطبيب عسكري في خدمة نابليون، بيير جوزيف ماري دي سانت اورسين (1763-1818).وبواسطة دي سانت اورسين كانت والدة تيودور ماري دي سانت اورسين الذي ولد في باريس 1809-1810 والذي كان لا يزال يقيم في باريس عام 1823، على الرغم من أن تاريخه لم يتم العثور عليه.تزوجت والدته مرة أخرى في عام 1823 إلى واحد كوربت جيمس دوفيرن، على الرغم من أن محلها وتاريخ وفاتها لم يتم العثور عليهم. فحص باكرست عمادالسيدة نيكرويزالدينى وزواجها ووفاتها ، ولقبها ماري فيكتوار دي ثورجنى ، ويقترح باكرست أنها كانت أكثر عرضة لتكون ابنة غير شرعية من جول، الأمير دي روهان، شقيق فرديناند ومن ثم أول ابن عم ل فيكتوار أديلايد.

#### في الفولكلور اليعقوبى
لم تستغرق قصة شارلوت ستيوارت وقتا طويلا للدخول في الفولكلور اليعقوبي. وكتب الشاعر الإسكتلندي روبرت برنز (1759-1796)، المعاصر القريب، عددا من الأعمال تحتفل بالرومانسية المأساوية للقضية اليعقوبية.كان من بينهم بوني لاس في ألبانى ، رثاءا لشارلوت ستيوارت وربما كتبت عند وفاتها. وبالفعل هناك دليل من مجموعة الرسائل التي لم تنشر من بيرنز إلى روبرت أينسلي يكشف سحر الشاعر بشارلوت، لذلك وضع في اعتباره بأن يسمى أحد أولاده غير الشرعيين شارلوت مثل اسمها.